# Chlupáčovo muzeum historie Země
Chlupáčovo muzeum historie Země je malé akademické muzeum obsahující především sbírku fosilií a obdobných exponátů dokládajících vývoj života na Zemi. Vzniklo z exponátů, které byly v Přírodovědecké fakultě UK shromažďovány už od 19. století.
Je pojmenováno po prof. Ivo Chlupáčovi, významnému geologovi a pedagogovi Přírodovědecké fakulty.

## Expozice
V muzeu jsou vystaveny především fosilie z celého historického období vývoje života na Zemi od prvohor do čtvrtohor. Některé ukázky fosilií jsou doplněny modely těchto organizmů. Nechybí fosílie z našeho území (především z Barrandienu a z období křídy). Nejstarší zkameněliny pocházejí z doby před 570 miliony let.
Velmi cennými exponáty je čengjangská fauna, kde jsou zachovány i měkké části těla, takže jsou zde vidět např. i obsahy žaludků či střeva.
Ústředním bodem expozice je 8 metrů dlouhá replika kostry karnotaura (Carnotaurus sastrei) – velkého masožravého dinosaura, žijícího v období svrchní křídy na území dnešní Argentiny. Jde o vůbec první trvale vystavenou dinosauří kostru na území Česka. Expozice je dlouhodobě doplněna také obrazy Petra Modlitby s tematikou pravěku. Od dubna 2011 je součástí expozice také druhá oficiálně popsaná stopa dinosaura z českého území (ichnorod Anomoepus, lokalita U Devíti Křížů).

### Přístupnost
Muzeum je umístěno v jedné místnosti v suterénu budovy Přírodovědecké fakulty UK v Praze na Albertově, Albertov 6. Je součástí Ústavu geologie a paleontologie této fakulty. Bylo slavnostně otevřeno 3. prosince 2008.
Chlupáčovo muzeum je určeno především k výuce vysokoškolských studentů a další vědecké práci. Je přístupno veřejnosti každou středu od 10 do 17 hodin (mimo vysokoškolské prázdniny a svátky).
V budově ve Viničné 7 je umístěno i Hrdličkovo muzeum člověka téže fakulty.